# Leopold Kronecker
Leopold Kronecker (Liegnitz, 7. prosinca 1823. – Berlin, 29. prosinca 1891.) bio je istaknuti njemački matematičar i logičar. Područje njegova rada uključuje teoriju brojeva, algebru i logiku. Poznat je po tome što je kritizirao Cantorovu teoriju skupova kazavši: „Die ganzen Zahlen hat der liebe Gott gemacht, alles andere ist Menschenwerk” („Dragi Bog stvorio je prirodne brojeve, a sve ostalo djelo je čovjeka”).

## Biografija

### Rani život
Leopold Kronecker je rođen 7. prosinca 1823. u Liegnitzu (tadašnja Pruska), u bogatoj židovskoj obitelji. Kronecker je pohađao Gimnaziju u Liegnitzu gdje se interesirao za razna područja; znanost i matematiku, povijest i filozofiju. Njegov potencijal uočio je Ernst Kummer, s kojim razvija dugogodišnje prijateljstvo.
Godine 1841. Kronecker upisuje Sveučilište u Berlinu gdje ne razvija odmah interes isključivo za matematiku, već se zanima i za astronomiju i filozofiju. Proveo je ljeto 1843. na Sveučilištu u Bonnu studirajući astronomiju, u idući semestar završava na Sveučilištu u Breslau prateći svog bivšeg učitelja Ernsta Kummera. Kronecker je doktorsku disertaciju obranio na Sveučilištu u Berlinu 1845. u području algebarske teorije brojeva.
Zanimljivo, Kronecker napušta akademiju kako bi se posvetio obiteljskom poslu na farmi. 1848. stupa u brak sa svojom rođakinjom Fanny Prausnitzer. Par je imao šestero djece. Kronecker se posvetio obiteljskom poslu baveći se matematikom amaterski dopisivajući se s Kummerom. U tom periodu ne objavljuje nijedan matematički rad. Ipak, 1853. piše memoar o algebarskoj rješivosti jednadžbi proširujući time rad francuskog matematičara Évaristea Galoisa.

### Povratak matematici
Dobrog imovinskog statusa, 1855. vraća se u Berlin privatno učeći matematiku. Dirichlet ga upoznaje s kremom matematičkog društva Berlina. Posljedično, postaje bliski prijatelj Karl Weierstrassu te ponovno uspostavlja kontakt s Kummerom. Nekoliko idućih godina bile su plodne za Kroneckera te tako 1861. postaje članom Berlinske akademije.
Unatoč tomu što nije držao nijednu poziciju na sveučilištu, kao član Akademije stekao je pravo držati nastavu na Sveučilištu u Berlinu i to je počeo činiti 1862. Četiri godine kasnije umire Riemann i Kroneckeru je bilo ponuđeno mjesto na Sveučilištu u Göttingenu (koje su prije držali Gauss i Dirichlet), no Kronecker odbija ponudu. Tek 1883., kada se Kummer umirovio, Kronecker prihvaća poziciju profesora, gdje je bio doktorsko mentor imenima poput Kurta Hensela, Adolfa Knesera, Mathiasa Lercha i Franza Mertensa.

### Filozofske rasprave
Ipak, ono po čemu je Kronecker danas možda najpoznatiji su njegovi filozofski pogledi na matematiku i rasprave o istima s drugim matematičarima tog vremena. U prvom redu suprostavlja se Cantoru i, zanimljivo, Weierstrassu, što dovodi do zategnutih odnosa između dvojice prijatelja.

### Smrt
Kronecker umire 29. prosinca 1891. u Berlinu, nekoliko mjeseci poslije smrti svoje žene. U posljednjoj godini života preobratio se na Kršćanstvo. Pokopan je na groblju Alter St Matthäus Kirchhof.

## Počasti
Kronecker je izabran kao član nekoliko akademija: 
- Pruska akademija znanosti (1861),
- Francuska akademija znanosti (1868),
- Kraljevsko društvo (1884).

Asteroid 25624 Kronecker nazvan je po njemu.